# فرديناند بروكنر
فرديناند بروكنر (بالألمانية: Ferdinand Bruckner)‏ (و. 1891 – 1958 م) هو كاتب مسرحي، ومخرج مسرحي، وكاتب، ومؤلف نمساوي، ولد في صوفيا، توفي في برلين، عن عمر يناهز 67 عاماً.

## جوائز
حصل على جوائز منها:
- جائزة المنافسة العامة  [لغات أخرى]‏ (1946)
- قائد الفنون والآداب

## وصلات خارجية
- فرديناند بروكنر على موقع IMDb (الإنجليزية)
- فرديناند بروكنر على موقع مونزينجر (الألمانية)
- فرديناند بروكنر على موقع قاعدة بيانات برودواي على الإنترنت (الإنجليزية)
- فرديناند بروكنر على موقع قاعدة بيانات برودواي على الإنترنت (الإنجليزية)
- فرديناند بروكنر على موقع قاعدة بيانات الفيلم (الإنجليزية)
- فرديناند بروكنر على موقع كينوبويسك (الروسية)

- فرديناند بروكنر في قاعدة بيانات الأفلام على الإنترنت